# آن بدسول
آن اسمیت بدسول (Ann Smith Bedsole) (نام تولد: مارگارت آنا اسمیت) (Margaret Anna Smith) (زادهٔ ۷ ژانویه ۱۹۳۰)، سیاستمدار، بازرگان، فعال اجتماعی و نوع‌دوست اهل ایالات متحده است. وی نخستین زن جمهوری‌خواه بود که در مجلس نمایندگان آلاباما و نخستین زنی بود که در مجلس سنای آلاباما خدمت کرد. در ۲۰۰۲ میلادی، وی به آکادمی افتخار آلاباما معرفی شد.

## اوایل زندگی
مارگارت انا اسمیت در ۷ ژانویه ۱۹۳۰ در سلما، آلاباما متولد شد و فرزند مالکوم وایت اسمیت و سایبیل هیو اسمیت بود. وی یک خواهر دارد. زمانی که وی پنج سال داشت، پدر وی خانواده را به شهر جکسن، جاییکه وی یک کارخانه چوب‌بری خریداری نموده بود، انتقال داد؛ وی زمانی که نوجوان بود برای کار به آنجا می‌رفت. وی از دبیرستان وینزبورو در وینزبورو، ویرجینیا فارغ گردید و بعدتر وارد دانشگاه آلاباما و دانشگاه دنور شد.

## حرفه سیاسی
در جریان انتخابات مقدماتی ریاست جمهوری جمهوری‌خواه در ۱۹۶۴ میلادی، اسمیت به عنوان نمایندهِ جایگزین در کنوانسیون ملی جمهوری‌خواه شرکت کرد. در ۱۹۶۶ میلادی، او در کمیته اجرایی ایالتی آلاباما خدمت نمود. در جریان انتخابات مقدماتی ریاست جمهوری جمهوری‌خواه در ۱۹۷۲ میلادی، وی به عنوان نماینده کنوانسیون ملی جمهوری‌خواه، معاون هیئت نمایندگان آلاباما در کنوانسیون ملی جمهوری‌خواه و به عنوان یکی از دو عضو مجمع گزینندگان در کنار نماینده ایالتی دَگ هیل، خدمت کرد. اسمیت بعدتر به عنوان رئیس حزب جمهوری‌خواه در حوزه چهارم در موبیل، آلاباما مشغول خدمت شد.

### مجلس قانون‌گذاری آلاباما
سونی کالاهان، عضو مجلس نمایندگان آلاباما از حوزه انتخابیه ۱۰۱ام این ایالت در ۱۹۷۸ میلادی اعلام نمود که تصمیم دارد تا در مجلس سنای آلاباما خود را نامزد نماید. بدسول در انتخابات مقدماتی جمهوری‌خواهان پیروز شده و توانست نامزد دموکرات جیم جانستون را در انتخابات سراسری شکست دهد، با این کار وی به نخستین عضو جمهوری‌خواه زن در تاریخ مجلس نمایندگان آلاباما مبدل شد.
کالاهان، عضو مجلس سنای آلاباما از حوزه انتخابیه ۳۴ام آلاباما، کرسی خود را در ۱۹۸۲ میلادی خالی کرد. بدسول از سوی حزب جمهوری‌خواه نامزد این کرسی شده و با شکست دادن نامزد دموکرات جان ساد در انتخابات سراسری، به نخستین زنی مبدل شد که در مجلس سنای آلاباما خدمت کرد. وی در دومین کارزار انتخاباتی مجلس سنای خود، فلایرهای تبلیغاتی را به چاپ رساند که در صفحه عقبی آن تقسیم اوقات فصل شکار ایالت ذکر شده بود. وی برای سه دوره به عنوان عضو مجلس سنای آلاباما انتخاب گردیده و تا سال ۱۹۹۵ میلادی در آن سمت خدمت کرد.
بدسول در ۱۹۸۳ میلادی به عنوان عضو کمیته آموزش مجلس سنای آلاباما انتصاب یافته و در آن خدمت کرد. وی در ۱۹۸۷ میلادی به عنوان عضو کمیته‌های قضایی، آموزش و سلامت و همچنین به عنوان رئیس کمیته کشاورزی، حراست و جنگل‌داری گماشته شد.

### کارزار انتخاباتی فرمانداری
بدسول در ۱ نوامبر ۱۹۹۳ اعلام نمود که تصمیم دارد در انتخابات ۱۹۹۴ از سوی حزب جمهوری‌خواه نامزد فرمانداری آلاباما شود. وی ریکس السالسی، رئیس اجرائی پیشین حزب جمهوری‌خواه اوهایو، را به عنوان مدیر کارزار انتخاباتی خود انتخاب کرد. وی در انتخابات مقدماتی جمهوری‌خواهان در رده دوم قرار گرفت، اما در دور دوم انتخابات مقدماتی از سوی فوب جیمز مغلوب گردید.
در جریان انتخابات فرمانداری ۱۹۹۸ آلاباما، از نامزد دموکرات دان سیگلمن در مقابل نامزد جمهوری‌خواه فوب جیمز، حمایت سیاسی کرد. در انتخابات ۲۰۰۵، وی نامزد شهرداری شهر موبیل شد، اما ناموفق بود.

## سایر فعالیت‌ها

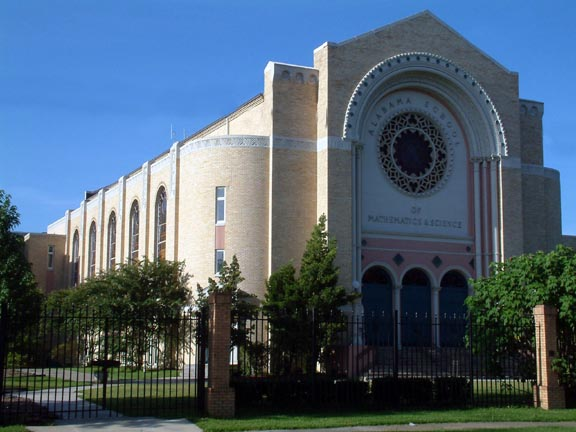
محل کار آن اسمیت بدسول

در اواخر دهه ۱۹۸۰ میلادی، بدسول یکی از بنیانگذاران مدرسه ریاضی و علوم آلاباما بود، مدرسهٔ که در ۱۹۸۹ میلادی توسط مجلس قانون‌گذاری آلاباما منظور شده بود. این مدرسه بعدتر کتابخانه‌ای را اضافه نموده و آنرا به افتخار بدسول نامگذاری کرد. این مؤسسه هنوز هم «یکی از دبیرستان‌های شبانه‌روزی کاملاً عمومی برای دانشجویان کلاس دهم، یازدهم و دوازدهم در این ایالت است که به دنبال آموزش عالی در حوزه‌های ریاضی، علوم و انسانیات هستند».
بدسول همچنین مزرعه بدسول فارمز را در ۲۰۰۸ میلادی در پردو هیل بنیان گذاشت.

## عضویت‌ها و وابستگی‌ها
بدسول در تعداد زیادی از ابتکارات آموزشی و انسان‌دوستانه دخیل بوده‌است. وی به عنوان رئیس و معاون در هیئت مدیره مدرسه ریاضی و علوم آلاباما خدمت کرد. وی یکی از اعضای هیئت امنای کالج اسپرینگ هیل و کالج هانتینگدون بود. وی ریاست کمیته توزیع مؤسسه خیریه سیبل اچ. اسمیت (بعدتر به بنیاد سیبل و وایت اسمیت تغییر نام داده شد) را برعهده داشته و همچنین به عنوان عضو هیئت مدیره بنیاد جی.ال. بدسول خدمت کرد، بنیادی که برای پروژه‌های آموزشی پسا دبیرستان، حوزه هنر و توسعه اقتصادی جنوب‌غرب آلاباما کمک‌های مالی فراهم می‌کرد.
بدسول در راستای ترویج، حفظ و حراست از تاریخ محلی نیز کار می‌کرد. وی تورهای خانگی تاریخی موبیل (Mobile Historic Home Tours) را تأسیس نموده و به عنوان عضو کمیسیون تاریخی آلاباما، کمیسیون توسعه تاریخی موبیل و کمیته فانوس دریایی خلیج موبیل (Mobile Bay Lighthouse Committee) خدمت کرد. در ۱۹۹۹ میلادی، وی رئیس جشن سه‌صدساله موبیل شده و برای سه سال متمادی با صدها داوطلب برای سازماندهی این برنامه کار کرد. وی همچنین بانی و رئیس مرکز منابع جنگل آلاباما است.

## جوایز و افتخارات
بدسول با دریافت افتخارات بانوی نخست موبیل در ۱۹۷۲، موبیلی سال در ۱۹۹۳ میلادی و انسان‌دوست سال در ۱۹۹۸ میلادی، بخاطر فعالیت‌های تجاری و انسان‌دوستانه خود مورد تقدیر قرار گرفت. وی جایزه کارمند عمومی شایسته را از سازمان‌های مانتگامری ادورتایزر و آلاباما ژورنال دریافت کرد. وی در سال ۲۰۰۲ میلادی به آکادمی افتخار آلاباما معرفی شد، آکادمی که از دستاوردها و فعالیت‌های افراد زنده این ایالت تقدیر به عمل می‌آورد. وی همچنین دریافت کننده مدرک دکترای افتخاری حقوق از کالج اسپرینگ هیل و کالج اسپرینگ هیل و کالج هانتینگدون است.

## زندگی شخصی
بدسول در ۱۹۵۸ میلادی با ماسی پالمر بدسول جونیور ازدواج کرد و این زوج باهم سه فرزند داشتند. بدسول جونیور در ۲۰۰۶ میلادی درگذشت. وی در ۲۰۱۴ میلادی برای بار دوم با نیکلاس هانسون هولمز جونیور ازدواج نمود، اما وی نیز در ۲۰۱۶ میلادی وفات کرد.
بدسول یک متدیست و عضو باشگاه جونیور است. دانشجویان مدرسه ریاضی و علوم آلاباما با برگزاری روز تولد ۹۰ سالگی وی در ژانویه ۲۰۲۰ از وی تقدیر نمودند.